# Bee Gees
Bee Gees a fost un grup pop format în 1958. Formația era alcătuită din frații Barry, Robin și Maurice Gibb. Trioul a înregistrat succes în majoritatea deceniilor dar au avut două perioade de succes excepțional: ca formație rock la sfârșitul anilor 1960 și începutul anilor 1970 și ca formație disco la sfârșitul anilor 1970. Grupul cânta în armonie strânsă în trei părți; vocea vibrato a lui Robin a fost un element distinctiv în primele hituri ale grupului în vreme ce vocea falsetto R&B a lui Barry a devenit sunetul caracteristic la sfârșitul anilor 1970 și în anii 1980. Și-au compus toate hiturile dar în același timp au compus și produs câteva hituri înregistrate de alți artiști.
Născuți în Isle of Man din părinți englezi, frații Gibb au trăit în Manchester, Anglia până la sfârșitul anilor 1950 unde au înființat formația The Rattlesnakes. Familia s-a mutat apoi în Queensland, Australia și apoi pe Insula Cribb. După ce au înregistrat primul lor hit în Australia sub numele de Bee Gees cu melodia "Spicks and Specks" au revenit în Regatul Unit în ianuarie 1967 unde producătorul Robert Stigwood a început să îi promoveze la nivel internațional.
Apogeul lor a fost atins în anul 1977 când au contribuit la coloana sonoră a filmului Febra de sâmbătă seara. Coloana sonoră a filmului a fost vândută în peste 40 de milioane de exemplare, fiind printre cele mai bine vândute albume din toate timpurile, a petrecut 24 de săptămâni consecutive pe prima poziție în Statele Unite și a produs trei hituri: "Stayin' Alive", "How Deep Is Your Love" și "Night Fever", toate trei ocupând prima poziție în Statele Unite și în alte țări ale lumii.
Bee Gees au vândut peste 120 de milioane de discuri la nivel mondial, fiind astfel printre cei mai bine vânduți artiști muzicali din toate timpurile. Au fost incluși în Rock and Roll Hall of Fame în 1997; pe placa lor din Rock and Roll Hall of Fame scrie: "Doar Elvis Presley, The Beatles, Michael Jackson, Garth Brooks și Paul McCartney au vândut mai mult decât Bee Gees".
După moartea lui Maurice în ianuarie 2003 la vârsta de 53 de ani Barry și Robin au destrămat grupul după 45 de ani de activitate. În 2009 Robin a anunțat că el și Barry au fost de acord ca Bee Gees să se refacă și să interpreteze din nou. Robin a decedat în mai 2012 la vârsta de 62 de ani după o luptă lungă cu cancerul și alte probleme de sănătate.

## Istoric

### Formarea și popularitatea din Australia
În 1955 Barry Gibb împreună cu frații săi Robin și Maurice s-au mutat la tatăl lor Hugh Gibb în Manchester, Anglia unde au studiat la Oswald Road Primary School și au format un grup rock and roll numit The Rattlesnakes alcătuit din Barry la chitară și voce, Robin și Maurice la voce plus prietenii lor Paul Frost la tobe și Kenny Horrocks la bas. În decembrie 1957 cei trei frați au început să cânte în armonie. Se spune că atunci când mergeau să mimeze la un cinematograf local (cum au făcut și ceilalți copii în săptămânile precedente) și alergau spre cinematograf s-a spart discul fragil de 78 RPM. Cei trei frați au fost nevoiți să cânte live și au primit un răspuns atât de pozitiv din partea spectatorilor încât au decis să înceapă o carieră muzicală. În mai 1958 formația Rattlesnakes s-a destrămat iar Frost și Horrocks au format ulterior grupul Wee Johnny Hayes and the Blue Cats.
În august 1958 frații Gibb împreună cu fratele lor mic Andy au emigrat în Redcliffe situat la nord-est de Brisbane în Queensland, Australia. Frații au început să studieze la Humpybong State School și au început să cânte pentru a strânge bani de buzunar. Au făcut cunoștință cu principalul DJ radio din Brisbane, Bill Gates, prin intermediul lui Bill Goode care i-a angajat în 1960 să întrețină publicul de la Redcliffe Speedway. Gates i-a numit BG (schimbat mai târziu în "Bee Gees") după inițialele lui Goode și Barry Gibb. Astfel, numele nu face referire la "Brothers Gibb" (Frații Gibb) după cum se crede în general. Familia s-a mutat pe Insula Cribb care mai târziu a fost demolată pentru a face loc aeroportului Brisbane. Cât timp s-au aflat acolo frații au studiat la Northgate State School.
În 1960 Bee Gees au apărut la câteva emisiuni de televiziune. În anii următori au început să lucreze regulat în stațiunile de pe coasta Queenslandului. Datorită abilităților sale de compozitor Barry a stârnit interesul muzicianului australian Col Joye care i-a ajutat să semneze în 1963 un contract cu Festival Records, subsidiară a Leedon Records, sub numele de "Bee Gees". Trioul a lansat două sau trei single-uri pe an în timp ce Barry a compus melodii pentru alți cântăreți australieni. În 1963 și 1966 frații Gibb au trăit în Maroubra, Sydney. Robin Gibb a înregistrat melodia "Sydney", despre experiența fraților în acest oraș, chiar înainte de a muri. A fost inclusă pe albumul postum 50 St. Catherine's Drive. Un hit minor din 1965, "Wine and Women", a condus la lansarea primului album al grupului, The Bee Gees Sing and Play 14 Barry Gibb Songs. Totuși, în 1966 Festival Records dorea să renunțe la contract datorită lipsei de succes comercial.
În această perioadă cei trei l-au cunoscut pe compozitorul, producătorul și antreprenorul american Nat Kipner care tocmai a fost numit manager A&R la o nouă casă de discuri independentă, Spin Records. Kipner a preluat pentru scurt timp funcția de manager al formației și a negociat cu succes transferul la Spin iar Festival a primit drepturile de distribuție în Australia a melodiilor grupului. Prin Kipner Bee Gees l-au cunoscut pe inginerul-producătorul Ossie Byrne. Acesta le-a oferit fraților Gibb acces neliminat în St Clair Studio pe o perioadă de câteva luni la mijlocul anului 1966. Grupul a declarat mai târziu că acest lucru le-a permis să își dezvolte semnificativ abilitățile. În această perioadă au înregistrat o cantitate mare de material original, inclusiv melodia care va deveni primul lor hit, "Spicks and Specks", precum și interpretări ale melodiilor unor artiști din afara Australiei, inclusiv The Beatles. Au colaborat în mod regulat cu alți muzicieni locali, inclusiv cu formația Steve & The Board condusă de Steve Kipner, fiul adolescent al lui Nat.
Frustrați de lipsa lor de succes frații Gibb au decis să revină în Anglia la sfârșitul anului 1966. Ossie Byrne a călătorit cu ei iar Colin Petersen, care va deveni ulterior toboșarul formației, a urmat la scurt timp după aceea. Când călătoreau pe mare în ianuarie 1967 au aflat că melodia "Spicks and Specks" a primit titlul de "Cel mai bun single al anului" de către Go-Set, cea mai populară și influentă revistă muzicală din Australia.

### 1967-1968: Celebritatea internațională și anii de turneu

#### Bee Gees' 1st,HorizontalșiIdea

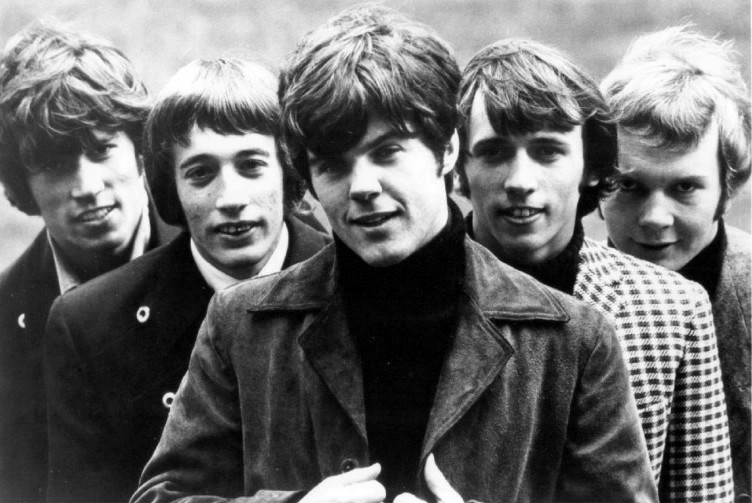
Bee Gees în 1967. De la stânga la dreapta: Barry Gibb, Robin Gibb, Vince Melouney, Maurice Gibb și Colin Petersen

Înainte de plecarea lor din Australia în Anglia Hugh Gibb a trimis demo-uri lui Brian Epstein, managerul formației The Beatles și directorul NEMS Enterprises, un magazin britanic de muzică. Epstein a trimis demo-urile lui Robert Stigwood care s-a alăturat recent companiei NEMS. După ce au fost audiați de Stigwood în februarie 1967 Bee Gees au semnat un contract pe cinci ani cu Polydor Records care va lansa albumele lor în Regatul Unit iar Atco Records va face același lucru în Statele Unite. La puțin timp după aceea a început lucrul la primul album internațional al grupului iar Stigwood a demarat o campanie de promovare pentru a coincide cu lansarea sa.
Stigwood a declarat că Bee Gees erau "cel mai semnificativ talent nou al anului 1967", lansând astfel o comparație între Bee Gees și The Beatles. Înainte de a înregistra primul album i-au adăugat pe Colin Petersen și Vince Melouney pentru a da grupului aspectul de formație. "New York Mining Disaster 1941", al doilea lor single britanic (primul a fost "Spicks and Specks"), a fost trimis la posturile de radio cu o copertă albă pe care scria doar numele melodiei. Câțiva DJ au presupus imediat că acesta este un nou single al celor de la The Beatles și au început să difuzeze intens melodia. Acest lucru a ajutat ca melodia să ajungă în Top 20 atât în Regatul Unit cât și în Statele Unite.
Acest lucru nu a mai fost necesar pentru a promova următorul single al formației, "To Love Somebody", care a ajuns în Top 20 în Statele Unite. Compusă inițial de Otis Redding, "To Love Somebody", o baladă interpretată de Barry, a devenit un standard pop interpretat de numeroși artiști precum Rod Stewart, Bonnie Tyler, Janis Joplin, The Animals, Nina Simone, Jimmy Sommerville și Michael Bolton. Un alt single, "Holiday", a fost lansat în Statele Unite unde s-a clasat pe locul 16. Albumul ce a urmat, Bee Gees' 1st (primul lor album lansat la nivel internațional), s-a clasat pe locul 7 în Statele Unite și pe locul 8 în Regatul Unit. Tot în acea perioadă formația și-a făcut prima apariție la televiziunea britanică, fiind invitată să interpreteze la Top of the Pops.
Armonia în trei părți a fraților Gibb a fost comparată cu The Beatles, deși fanii Bee Gees care le cunoșteau vocile nu erau mereu de acord. Pe 31 decembrie 1967 formația și-a încheiat anul cu spectacolul special intitulat How On Earth?. Zece zile mai târziu, la Catedrala din Liverpool, programul a fost transmis la ora 18:35 și au interpretat melodia proprie "Thank You for Christmas" (care a fost înregistrată dar a fost lansată abia în anul 2008) și au mai interpretat "Silent Night" și "Hark! The Herald Angels Sing".
La sfârșitul anului 1967 Bee Gees au început să înregistreze material pentru al doilea lor album. Luna ianuarie 1968 a început cu un turneu promoțional în Statele Unite. Departamentul de Poliție din Los Angeles a fost pus în alertă pentru a evita o recepție fanatică asemănătoare formației The Beatles și s-au montat sisteme speciale de securitate. În februarie 1968 Horizontal a oglindit succesul primului album, incluzând melodia ce s-a clasat pe prima poziție în Regatul Unit, "Massachusetts" (locul 11 în Statele Unite) și melodia ce s-a clasat pe locul 7 în Regatul Unit, "World". Tonul general al albumului era mai apropiat de rock decât albumul precedent, deși includea și balade precum "And the Sun Will Shine" și "Really and Sincerely". Albumul s-a clasat pe locul 12 în Statele Unite și pe locul 16 în Regatul Unit. Pentru a promova albumul frații și-au făcut prima apariție la televiziunea americană, fiind prezenți la The Smothers Brothers Show de la CBS. Concomitent cu lansarea albumului Horizontal formația a pornit în primul lor turneu scandinav cu spectacole în Copenhaga. Pe 27 februarie 1968 formația, acompaniată de orchestra de coarde a orașului Massachusetts alcătuită din 17 membri, a pornit în primul lor turneu german cu spectacole la Hamburg Musikhalle. Formația a fost susținută de Procol Harum (care aveau un hit celebru, "A Whiter Shade of Pale"). Turneul i-a dus la 11 locații în tot atâtea zile și au susținut în total 18 concerte. După aceea, formația s-a deplasat în Elveția. Pe 17 martie formația a apărut la emisiunea The Ed Sullivan Show interpretând melodia "Words" iar pe 27 martie 1968 formația a interpretat la Royal Albert Hall.

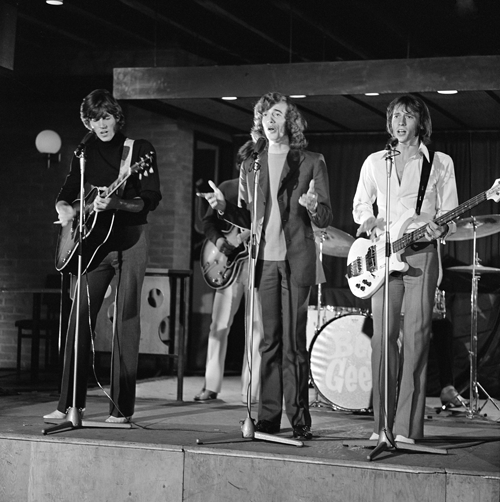
Bee Gees la televiziunea olandeză în 1968

La începutul anului 1968 au mai fost lansate încă două single-uri: balada "Words" (locul 15 în Statele Unite, locul 8 în Regatul Unit) și single-ul dublu "Jumbo"/"The Singer Sang His Song". "Jumbo" a fost melodia Bee Gees cu cea mai slabă performanță de până atunci, ocupând doar locul 57 în Statele Unite și locul 25 în Regatul Unit. Cei de la Bee Gees credeau că "The Singer Sang His Song" era melodia mai puternică din cele două, o opinie împărtășită și de ascultătorii din Olanda unde s-a clasat pe locul 3. Au urmat alte melodii de succes ale celor de la Bee Gees: "I've Gotta Get a Message to You" (locul 8 în Statele Unite, locul 1 în Regatul Unit) și "I Started a Joke" (locul 6 în Statele Unite), ambele fiind incluse pe cel de-al treilea album, Idea. Idea a fost un alt album Top 20 în Statele Unite (locul 17) și în Regatul Unit (locul 4). După turneul de promovare a albumului Vince Melouney a părăsit formația, considerând că dorea să cânte într-un stil blues ceea ce melodiile formației nu îi ofereau șansa. Melouney a reușit o performanță notabilă în cadrul formației: compoziția sa "Such a Shame" (de pe Idea) este singura melodie Bee Gees care să nu fie compusă de niciunul din cei trei frați Gibb. Formația a înregistrat și un material special pentru televiziune cu Frankie Howerd intitulat Frankie Howerd Meets The Bee Gees. Formația trebuia să pornească într-un turneu de șapte săptămâni în Statele Unite pe 2 august 1968 dar pe 27 iulie Robin a suferit un colaps și și-a pierdut cunoștința. A fost admis la o clinică din Londra unde a fost diagnosticat cu epuizare nervoasă iar turneul a fost amânat. Formația a început să înregistreze al patrulea album (al șaselea la general) și pentru aceasta au petrecut o săptămână de înregistrări la Atlantic Studios din New York City. Robin, care încă nu se simțea bine, a lipsit de la sesiuni dar restul formației a înregistrat părțile instrumentale pentru noile melodii.

#### Odessa,Cucumber Castleși destrămarea

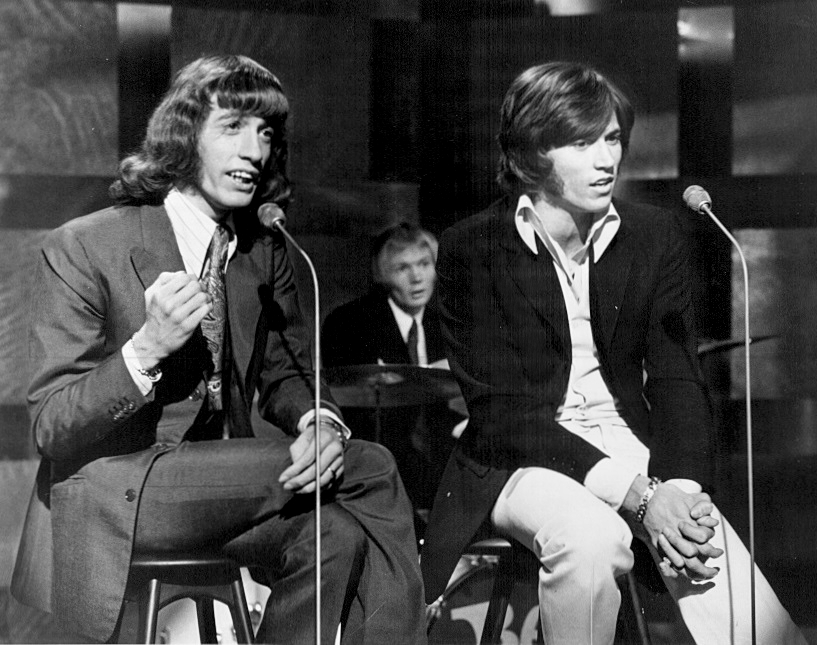
Bee Gees interpretând la The Tom Jones Show la începutul anului 1969 în una din ultimele lor apariții live înainte de plecarea lui Robin în martie

În 1969 au început să apară neînțelegeri în cadrul formației deoarece Robin considera că Stigwood îl preferă prea mult pe Barry ca solist vocal. Următorul lor album, care trebuia să fie un album conceptual intitulat Masterpeace, s-a transformat în albumul dublu Odessa. Cei mai mulți critici rock considerau că acesta era cel mai bun album al formației din anii 1960 și avea melodii variate: caracterul de rock progresiv al melodiei de titlu, elementele country din "Marley Purt Drive" și "Give Your Best" și balade precum "Melody Fair" și "First of May" (ultimul devenind singurul single de pe album dar a înregistrat un succes modest). Considerând că melodia "Lamplight" trebuia să fie single-ul principal, Robin a părăsit grupul și a început o carieră solo, înregistrând un succes de scurtă durată cu melodia "Saved by the Bell" (locul 2) și albumul Robin's Reign. Prima din numeroasele compilații Bee Gees, Best of Bee Gees, a fost lansată incluzând melodia "Words" plus hitul australian "Spicks and Specks". "Tomorrow Tomorrow" a fost lansat ca single dar a înregistrat un succes modest ocupând doar locul 23 în Regatul Unit și locul 54 în Statele Unite. Compilația a ajuns în Top 10 atât în Regatul Unit cât și în Statele Unite (lansarea ulterioară pe CD a compilației a înlocuit "Spicks and Specks" cu "Tomorrow Tomorrow" deoarece Polydor nu a mai reușit să obțină drepturile pentru single-ul australian).
În vreme ce Robin își urmărea cariera solo, Barry, Maurice și Petersen au continuat sub numele de Bee Gees și au înregistrat următorul album, Cucumber Castle. În această perioadă au adus în formație pe sora lor Lesley. A fost și un material special pentru televiziune pentru a acompania albumul ce a fost difuzat la BBC în 1971. Colin Petersen a înregistrat tobele pentru melodiile de pe album dar a fost dat afară din formație înainte de începerea înregistrărilor. Petersen a înființat ulterior formația Humpy Bong cu Jonathan Kelly. Terry Cox, toboșarul formației Pentangle, a fost recrutat pentru a finaliza înregistrarea melodiilor depe album. Single-ul principal, "Don't Forget to Remember", a fost un mare hit în Regatul Unit unde s-a clasat pe locul 2 dar o dezamăgire în Statele Unite unde a ocupat doar locul 73. Următoarele două single-uri, "I.O.I.O." și "If Only I Had My Mind on Something Else" abia au intrat în topuri. Pe 1 decembrie 1969 Barry și Maurice s-au despărțit și se părea că Bee Gees a ajuns la final. Maurice a început să înregistreze un album solo, The Loner, care însă nu a fost lansat. Între timp, a lansat single-ul "Railroad" și a jucat într-un musical intitulat Sing a Rude Song. În februarie 1970 Barry a înregistrat un album solo care nu a fost nici el lansat oficial, deși "I'll Kiss Your Memory" a fost lansat ca single împreună cu "This Time" dar nu prea au stârnit interes.

### 1970-1973

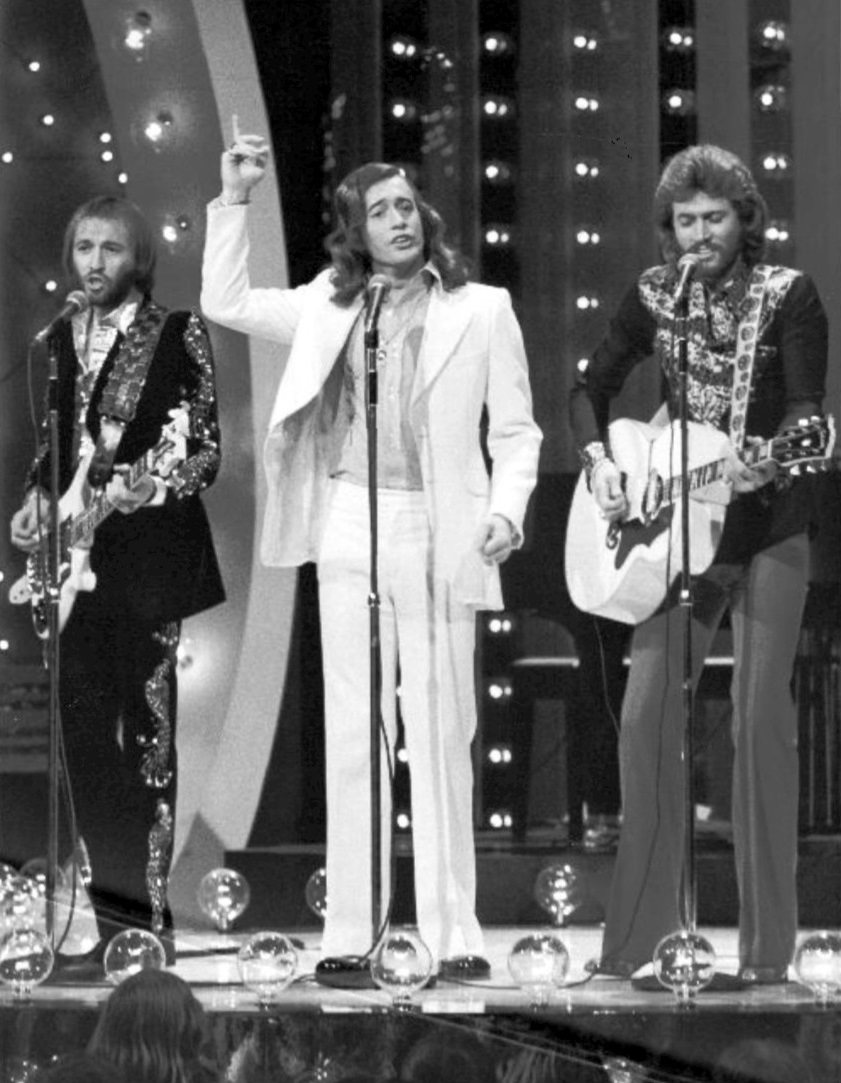
Bee Gees interpretând la The Midnight Special în 1973

În vara anului 1970, conform lui Barry, "Robin m-a sunat în Spania unde eu eram în vacanță [spunând] 'hai să o facem încă o dată'". Pe 21 august 1970, după ce s-au reunit, Barry a anunțat că Bee Gees "sunt aici și că niciodată nu se vor mai despărți". Maurice a spus "Doar am discutat și ne-am refăcut. Vrem să ne cerem iertare public lui Robin pentru toate lucrurile ce s-au spus". În iunie 1970 Robin și Maurice au înregistrat mai multe melodii înainte de revenirea lui Barry, printre acestea și două melodii ce au fost incluse pe albumul lor de revenire. Tot în această perioadă Robin și Barry erau pe cale să publice cartea On the Other Hand, pe care au început-o în Australia. Geoff Bridgford a devenit toboșarul oficial al formației; acesta a mai cântat în The Groove și Tin Tin și a interpretat pe primul album solo al lui Maurice care nu a fost lansat.
2 Years On a fost lansat în octombrie 1970 în Statele Unite și în noiembrie în Regatul Unit. Melodia principală, "Lonely Days", s-a clasat pe locul 3 în Statele Unite. Tot în această perioadă formația a apărut la The Johnny Cash Show, The Andy Williams Show și The Ed Sullivan Show pentru a interpreta "Lonely Days". Al nouălea lor album, Trafalgar, a fost lansat la sfârșitul anului 1971 și include primul lor single care să ocupe prima poziție în Statele Unite, "How Can You Mend a Broken Heart" în vreme ce "Israel" a ocupat locul 22 în Olanda. "How Can You Mend a Broken Heart" le-a adus prima nominalizare la premiile Grammy pentru categoria "Cea mai bună interpretare pop vocală a unui duo sau grup". Melodiile grupului au fost incluse pe coloana sonoră a filmului Melody din 1971. În 1972 melodia ce a fost lansată doar ca single, "My World", a ocupat locul 16 în Statele Unite împreună cu compoziția lui Maurice "On Time". Un alt single din 1972, "Run To Me" de pe albumul To Whom It May Concern, i-a readus în Top 10 în Regatul Unit pentru prima dată după trei ani.
Totuși, în 1973 Bee Gees se afla în stagnare. Albumul Life in a Tin Can, lansat prin nou înființata RSO Records, și single-ul principal "Saw a New Morning" s-au vândut slab, single-ul ocupând doar locul 94. Acestea au fost urmate de un album nelansat (cunoscut sub numele de A Kick in the Head Is Worth Eight in the Pants). Un al doilea album compilație, Best of Bee Gees, Volume 2, a fost lansat în 1973 dar nu a înregistrat același succes ca primul volum.
La îndemnul lui Ahmet Ertegün, președintele Atlantic Records, Stigwood a aranjat ca grupul să înregistreze cu renumitul producător de muzică soul, Arif Mardin. Albumul ce a rezultat, Mr. Natural, a inclus mai puține balade și a fost un prim semn al direcției R&B pe care o vor urma pentru restul carierei lor. Dar după ce nici acest album nu a atras mult interes, Mardin i-a încurajat să cânte în stilul muzicii soul. Frații au încercat să strângă o formație live care ar putea reproduce sunetul lor din studio. Chitaristul solo Alan Kendall a fost angajat în 1971 dar nu a avut multe contribuții până la Mr. Natural. Pentru acel album l-au angajat pe toboșarul Dennis Bryon și pe fostul claviaturist al formației Strawbs, Blue Weaver, completând formația Bee Gees de la sfârșitul anilor 1970. Maurice, care înainte interpreta la pian, chitară, orgă, mellotron și chitară bas, precum și mandolină și sintetizator Moog, interpreta acum pe scenă doar la bas.

### 1975-1979: Tranziția la disco

#### Main CourseșiChildren of the World
La sugestia lui Eric Clapton, frații s-au mutat în Miami, Florida la începutul anului 1975 pentru a înregistra. După ce au început cu balade, au ascultat în cele din urmă îndemnul lui Mardin și Stigwood pentru a compune melodii disco, inclusiv melodia care va deveni al doilea lor single care să ocupe prima poziție în Statele Unite, "Jive Talkin'", și "Nights on Broadway" (locul 7). Formației îi plăcea noul sunet. Albumul Main Course a ocupat locul 14 în Statele Unite și a inclus primele melodii în care Barry a folosit falsetto, ceva ce mai târziu va deveni marcă înregistrată a formației. Acesta a fost și primul album Bee Gees de după Idea din 1968 care să conțină două hituri Top 10 în Statele Unite.
După acest album Mardin nu a mai putut să lucreze cu formația dar Bee Gees i-a angajat pe Albhy Galuten și Karl Richardson, care au lucrat cu Mardin în timpul înregistrărilor albumului Main Course. Această echipă de producție a lucrat cu Bee Gees pentru restul anilor 1970. Tot în această perioadă Bee Gees a înregistrat interpretări a trei melodii Beatles, "Golden Slumbers/Carry That Weight", "She Came in Through the Bathroom Window", în care Barry era solist vocal, și "Sun King" în care Maurice a fost solist vocal, pentru documentarul All This and World War II.
Următorul album, Children of the World, lansat în septembrie 1976, abunda de noul falsetto al lui Barry și de sunetul disco al sintetizatorului lui Blue Weaver. Single-ul principal, "You Should Be Dancing", i-a adus pe Bee Gees la un nivel de popularitate fără precedent în Statele Unite, deși noul lor sunet disco/R&B nu era la fel de popular în rândul unor fani din anii 1960. Un alt single de pe album, balada pop "Love So Right", a ocupat locul 3 în Statele Unite urmat de "Boogie Child" (locul 12) în ianuarie 1977. Albumul s-a clasat pe locul 8 în Statele Unite.

#### Saturday Night FeverșiSpirits Having Flown

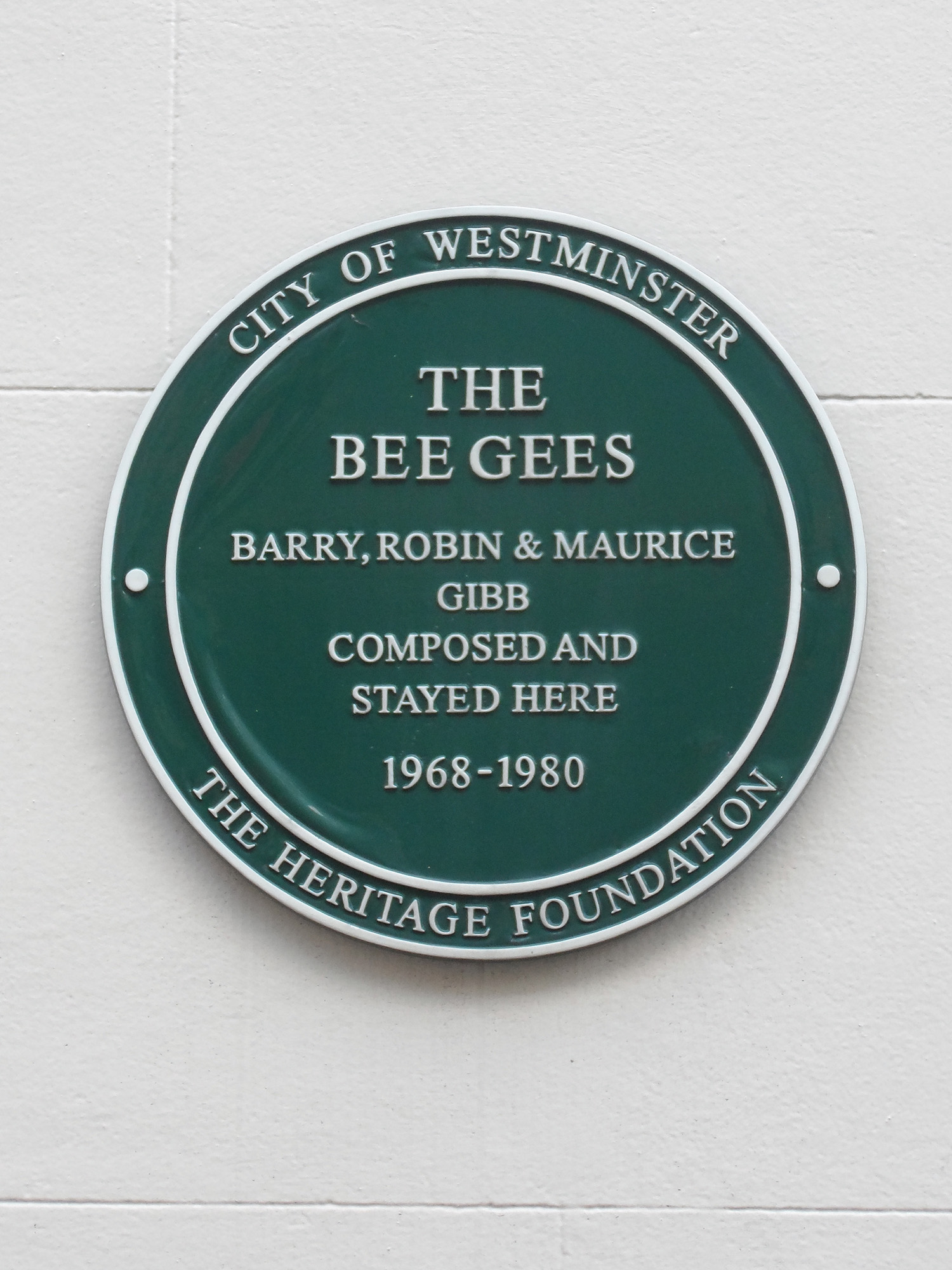
Placă comemorativă pe clădirea din Londra unde Bee Gees au locuit și compus între 1968 și 1980

După un album live de succes, Here at Last... Bee Gees... Live, Bee Gees au fost de acord cu Stigwood să participe la crearea coloanei sonore a filmului Febra de sâmbătă seara. Avea să devină apogeul carierei lor. Impactul cultural atât al filmului cât și a coloanei sonore a fost enorm nu doar în Statele Unite, ci și în restul lumii, prelungind popularitatea muzicii disco.
Implicarea în film a formației a început abia în post-producție. John Travolta a spus "Bee Gees nici măcar nu erau implicați în film la început ... eu dansam pe Stevie Wonder și Boz Scaggs." Producătorul Robert Stigwood a comandat celor de la Bee Gees să compună melodii pentru film. Frații au compus melodiile "practic într-un singur weekend" la Château d'Hérouville din Franța. Barry și-a amintit reacția când Stigwood și supervizorul muzical Bill Oakes au venit și au auzit demo-urile:
Au fost în extaz și au spus că acestea vor fi mari. Încă nu aveam habar de film, cu excepția unui fel de scenariu brut pe care l-au adus cu ei... Trebuie să îți amintești, eram destul de morți la acea vreme, 1975, undeva în acea zonă - sunetul Bee Gees era practic obosit. Aveam nevoie de ceva nou. Nu am mai avut un hit de aproape trei ani. Așa că am simțit, Dumnezeule, asta e. Aceasta este viața noastră, la fel ca a majorității grupurilor din anii 1960. Așa că trebuia să găsim ceva. Nu știam ce avea să se întâmple.
Bill Oakes, care a supervizat coloana sonoră, a afirmat că Febra de sâmbătă seara nu a început nebunia disco, ci a prelungit-o: "Disco și-a depășit apogeul. Astăzi, Febra este considerat ca fiind ceea ce a demarat nebunia disco - de fapt, nu a făcut-o. Adevărul este că a dat viață nouă unui gen care era pe moarte".
Trei single-uri Bee Gees ("How Deep Is Your Love", "Stayin' Alive" și "Night Fever") au ocupat prima poziție în Statele Unite și în multe alte țări ale lumii, lansând cea mai populară perioadă a erei disco. Au compus și melodia "If I Can't Have You" pentru Yvonne Elliman, care a ocupat prima poziție. Popularitatea albumului Febra de sâmbătă seara a fost atât de mare încât două versiuni ale melodiei "More Than a Woman" au fost difuzate la radio: una a celor de la Bee Gees, care a fost limitată doar la melodie de album, și încă una a celor de la Tavares, care a fost hitul. Într-o perioadă de opt luni începând cu Crăciunul anului 1977 șase melodii compuse de frații Gibb au ocupat prima poziție în Statele Unite pentru 25 din 32 de săptămâni consecutive - trei dintre melodiile lansate sub numele de Bee Gees, două pentru fratele Andy Gibb și single-ul lui Yvonne Elliman.
Alimentat de succesul filmului, coloana sonoră a învins anumite recorduri ale industriei, devenind cel mai bine vândut album din istorie la acea vreme. Cu peste 40 de milioane de exemplare vândute, Febra de sâmbătă seara se află printre cele mai bine vândute coloane sonore din istorie și, la nivelul anului 2010, era al patrulea cel mai bine vândut album din toate timpurile. De asemenea, pentru Febra de sâmbătă seara Bee Gees au câștigat cinci premii Grammy: "Cel mai bun album al anului", "Cel mai bun producător al anului", două la categoria "Cea mai bună interpretare vocală pop a unui duo sau grup" (pentru "How Deep Is Your Love" în 1978 și "Stayin' Alive" în 1979) și "Cel mai bun aranjament vocal" ("Stayin' Alive").
În această perioadă Barry și Robin au compus melodia "Emotion" pentru o prietenă veche, cântăreața australiană Samantha Sang, care a devenit un hit Top 10. Barry a compus și melodia de titlu a adaptării cinematografice a musical-ului de pe Broadway, Grease, pentru a fi interpretată de Frankie Valli, care a ocupat prima poziție. Tot în această perioadă fratele Andy a mers pe urmele fraților săi și a început o carieră muzicală. Având ca producător pe Barry, primele trei single-uri ale lui Andy au ocupat prima poziție în Statele Unite. În martie 1978 Bee Gees au ocupat primele două poziții ale topurilor americane cu "Night Fever" și "Stayin' Alive", fiind primii artiști de după The Beatles care să reușească această performanță. În topul Billboard Hot 100 din 25 martie 1978 cinci melodii compuse de frații Gibb se aflau în Top 10 în același timp: "Night Fever", "Stayin' Alive", "If I Can't Have You", "Emotion" și "Love is Thicker Than Water", o dominanță a topului ce nu a mai fost întâlnită din aprilie 1964 când The Beatles ocupau primele cinci poziții ale topului american. Barry Gibb a devenit singurul compozitor care să aibă patru melodii consecutive care să ocupe prima poziție în Statele Unite, învingând recordul din 1964 al lui John Lennon și Paul McCartney. Aceste melodii erau "Stayin' Alive", "Love Is Thicker Than Water", "Night Fever" și "If I Can't Have You".
După Febra de sâmbătă seara, Bee Gees au lansat albumul Spirits Having Flown care le-a oferit încă trei single-uri care să ocupe prima poziție în Statele Unite: "Too Much Heaven", "Tragedy" și "Love You Inside Out". Această performanță a dat grupului șase single-uri consecutive care să ocupe prima poziție în Statele Unite într-un an și jumătate (un record învins doar de Whitney Houston). "Too Much Heaven" a devenit contribuția celor de la Bee Gees la concertul Music for UNICEF la Adunarea Generală a Națiunilor Unite din ianuarie 1979, un concert caritabil organizat de Bee Gees, Robert Stigwood și David Frost pentru UNICEF care a fost transmis în toată lumea. Frații au donat veniturile din drepturile de autor ale melodiei în scopuri caritabile. Până în anul 2007 melodia a adus UNICEF 11 milioane de dolari. În vara anului 1979 Bee Gees au pornit în cel mai mare turneu al lor în Statele Unite și Canada. Turneul Spirits Having Flown a demonstrat nebunia Bee Gees care se manifesta în America, având concerte cu casa închisă în 38 de orașe.
Bee Gees chiar au avut un hit country în 1979 cu "Rest Your Love on Me", melodia de pe fața B a single-ului "Too Much Heaven", ajungând în Top 40 în topurile country. În 1981 versiunea lui Conway Twitty a acestei melodii a ocupat prima poziție în topurile country.
Succesul enorm al celor de la Bee Gees a crescut și a decăzut în tandem cu muzica disco. La sfârșitul anului 1979 muzica disco a scăzut rapid în popularitate iar atitudinea negativă față de disco a pus sub semnul întrebării cariera americană a celor de la Bee Gees. După evoluția lor remarcabilă din 1975 până în 1979 Bee Gees vor mai avea un singur hit Top 10 în Statele Unite iar acela a venit abia în 1989. Popularitatea internațională a celor de la Bee Gees nu a fost la fel de afectată. Barry Gibb a considerat succesul Febra de sâmbătă seara ca fiind atât o binecuvântare cât și un blestem:
Febra era pe prima poziție în fiecare săptămână... Nu era un album hit oarecare. A ocupat prima poziție în fiecare săptămână timp de 25 de săptămâni. A fost doar o perioadă uimitoare, nebună, extraordinară. Îmi amintesc că nu puteam răspunde la telefon și îmi amintesc cum oamenii săreau zidurile casei mele. Eram destul de recunoscător când s-a terminat. Era prea ireal. Pe termen lung viața ta este mai bună dacă nu este așa în mod constant. Totuși a fost bine.

### 1980-1986: Proiectele secundare, eforturile solo și declinul
Robin a co-produs albumul Sunrise al lui Jimmy Ruffin lansat în mai 1980 dar melodiile au fost începute în 1979; albumul conține melodii compuse de frații Gibb. În martie 1980 Barry a lucrat cu Barbra Streisand pentru albumul ei Guilty. A co-produs și a fost autor sau co-autor al tuturor celor nouă melodii de pe album (patru dintre ele compuse de Barry și Robin iar melodia de titlu compusă de toți cei trei frați). Barry a apărut pe coperta albumului împreună cu Streisand și a cântat în duet cu ea în două melodii. Albumul a ocupat prima poziție atât în Regatul Unit cât și în Statele Unite, la fel și melodia "Woman in Love" (compusă de Barry și Robin), devenind cea mai de succes melodie și cel mai de succes album pentru Streisand. Ambele duete Streisand/Gibb, "Guilty" și "What Kind of Fool", au ajuns în Top 10 în Statele Unite. În octombrie Bee Gees s-au regrupat pentru a înregistra ceea ce va deveni următorul lor album care nu a fost continuat iar Weaver, Kendall (a revenit în 1987) și Bryon au părăsit grupul iar frații au recrutat mai târziu alți muzicieni de studio.
În 1981 Bee Gees au lansat albumul Living Eyes, ultima lor lansare discografică pentru RSO. Albumul a fost primul CD difuzat vreodată în public, când a fost difuzat telespectatorilor în emisiunea BBC Tomorrow's World. Deoarece atitudinea negativă față de disco încă era în desfășurare, albumul nu a ajuns în Top 40 în Statele Unite. Două single-uri de pe album au avut o evoluție puțin mai bună: "He's a Liar" (locul 30 în Statele Unite) și "Living Eyes" (locul 45). În Regatul Unit a avut o performanță și mai dezamăgitoare, ocupând doar locul 73, fiind albumul Bee Gees cu cea mai slabă performanță în această țară.
În 1982 Dionne Warwick a ocupat locul 2 în Regatul Unit și locul 1 în Adult Contemporary in Statele Unite cu single-ul de revenire "Heartbreaker", de pe albumul ei cu același nume, melodie compusă de Bee Gees și co-produsă de Barry Gibb. Albumul a ocupat locul 3 în Regatul Unit și a ajuns în Top 30 în Statele Unite unde a primit Discul de Aur. Un an mai târziu Dolly Parton și Kenny Rogers au înregistrat melodia Bee Gees "Islands in the Stream" care a ocupat prima poziție în Statele Unite și a ajuns în Top 10 în Regatul Unit. Albumul din 1983 al lui Rogers, Eyes in the Dark, a fost compus integral de Bee Gees și co-produs de Barry. Albumul a ajuns în Top 10 în Statele Unite unde a primit certificarea Dublu Platină. Bee Gees au înregistrat succes cu coloana sonoră a filmului Stayin' Alive din  1983, sequel al filmului Febra de sâmbătă seara. Albumul a primit Discul de Platină în Statele Unite și a conținut hitul Top 30 "The Woman in You". Tot în 1983 formația a fost dată în judecată de compozitorul Ronald Selle care susținea că frații au furat material melodic din una din melodiile sale, "Let It End", și l-au folosit în melodia "How Deep Is Your Love". Inițial, cei de la Bee Gees au pierdut procesul. Totuși, verdictul s-a schimbat câteva luni mai târziu.
În august 1983 Barry a semnat un contract solo cu MCA Records și a petrecut mare parte din 1983 și 1984 compunând melodii pentru primul său album solo, Now Voyager, care a fost lansat în septembrie 1984. Albumul a ocupat doar poziția 72 în Statele Unite. Pe de altă parte, Robin a lansat două albume solo în anii 1980: How Old Are You? (1983) și Secret Agent (1984). Maurice a lansat al doilea său single din carieră, "Hold Her in Your Hand", în 1984.
În 1985 Diana Ross a lansat albumul Eaten Alive, compus de Bee Gees iar melodia de titlu a avut co-autor pe Michael Jackson (care a și interpretat în melodie). Albumul a fost din nou co-produs de Barry Gibb iar single-ul "Chain Reaction" de pe album a ocupat prima poziție în Regatul Unit și Australia.

### 1987-1999: Revenirea la popularitate
Bee Gees au lansat albumul E.S.P. în 1987 care s-a vândut în trei milioane de exemplare. A fost primul lor album după șase ani și primul lor album lansat prin Warner Bros. Records. Single-ul "You Win Again" a ocupat prima poziție în multe țări, inclusiv în Regatul Unit și a făcut din Bee Gees primul grup care să aibă o melodie care să ocupe prima poziție în Regatul Unit în fiecare din cele trei decenii: anii 1960, 1970 și 1980. Single-ul a fost o dezamăgire în Statele Unite unde a ocupat doar locul 75 iar Bee Gees și-au declarat frustrarea față de posturile de radio americane pentru faptul că nu au difuzat hitul lor european, ceea ce ei considerau că a condus la vânzările slabe ale albumului în Statele Unite. Pe 10 martie 1988 fratele lor mai mic, Andy, a decedat la vârsta de 30 de ani ca urmare a unei miocardite, o inflamație a mușchiului inimii cauzată de o infecție virală recentă. Frații săi au recunoscut că consumul de droguri și alcool ale lui Andy din trecut ar fi făcut inima sa mult mai susceptibilă la această afecțiune. Chiar înainte de moartea lui Andy frații au decis ca acesta să li se alăture, ceea ce ar fi transformat grupul într-un cvartet. Următorul album al celor de la Bee Gees, One, conține melodia "Wish You Were Here" dedicată lui Andy. Albumul a conținut primul lor hit Top 10 în Statele Unite după un deceniu, "One" (locul 7). După lansarea albumului formația a pornit în primul lor turneu mondial după zece ani.
În 1990 Polydor Records a lansat setul Tales from the Brothers Gibb: A History in Song care conținea toate single-urile lansate (cu excepția "Living Eyes" din 1981), melodii rare, melodii nelansate până atunci, material solo și înregistrări din concerte. Multe melodii au fost mixate pentru sunet stereo de Bill Inglot iar unele melodii au fost lansate pentru prima dată pe CD. La vremea respectivă Tales era unul din primele seturi lansate din industria muzicală și era considerată o onoare pentru grup să aibă unul lansat. În Regatul Unit Polydor a lansat o versiune pe un singur CD a setului intitulat The Very Best of Bee Gees care conținea cele mai mari hituri ale lor din Regatul Unit. Albumul a devenit unul dintre cele mai bine vândute în acea țară, primind certificarea Triplu Platină.
După următorul lor album, High Civilisation (1991), care a conținut hitul Top 5 în Regatul Unit, "Secret Love", Bee Gees au pornit într-un turneu european. După turneu Barry a început să se confrunte cu probleme serioase de spate care au necesitat o intervenție chirurgicală. În plus, a început să sufere de artrită care la un moment dat a devenit atât de severă încât se credea că în curând nu va mai putea cânta la chitară. Tot la începutul anilor 1990 Maurice a început să se trateze de problemele sale cu alcoolul cu care se confrunta de mulți ani.
În 1993 grupul a revenit la Polydor Records și a lansat albumul Size Isn't Everything care conținut hitul Top 5 în Regatul Unit, "For Whom the Bell Tolls". Succesul încă îi evita în Statele Unite iar primul single lansat, "Paying the Price of Love", a ocupat doar locul 74 în Billboard Hot 100 iar albumul s-a clasat doar pe locul 153.
În 1997 au lansat albumul Still Waters care s-a vândut în peste patru milioane de exemplare și a ocupat locul 2 în Regatul Unit (cea mai bună clasare a lor în această țară de după 1979) și locul 11 în Statele Unite. Primul single de pe album, "Alone", le-a oferit un nou hit Top 5 în Regatul Unit și Top 30 în Statele Unite. Still Waters a devenit cel mai de succes album al lor în Statele Unite din era post-RSO.
La ediția din 1997 a Premiilor BRIT, organizată pe 24 februarie, Bee Gees au primit premiul pentru "Contribuție extraordinară adusă muzicii". Pe 14 noiembrie 1997 Bee Gees a susținut un concert în Las Vegas intitulat One Night Only. Concertul a inclus o interpretare a melodiei "Our Love (Don't Thow It All Away)" sincronizată cu vocea fratelui lor decedat Andy și o apariție a lui Celine Dion pentru a interpreta în duet melodia "Immortality". CD-ul cu înregistrarea concertului s-a vândut în peste cinci milioane de exemplare. Numele de "One Night Only" a apărut din declarația formației că, datorită problemelor de sănătate ale lui Barry, spectacolul din Las Vegas va fi ultimul concert al carierei lor. După răspunsul extraordinar primit din partea audienței Barry a decis să continue în ciuda durerii sale iar concertul s-a dezvoltat în ultimul lor turneu. Turneul a inclus un concert în fața a 56.000 de spectatori pe Stadionul Wembley pe 5 septembrie 1998 și s-a încheiat cu un concert pe nou-construitul Stadion Olimpic din Sydney, Australia pe 27 martie 1999 în fața a 72.000 de spectatori.
Bee Gees au încheiat deceniul cu ceea ce se va dovedi a fi ultimul lor concert la scară mare, cunoscut sub numele de BG2K, pe 31 decembrie 1999.

### 2000-2008:This Is Where I Came Inși moartea lui Maurice
În 2001 Bee Gees au lansat ceea ce se va dovedi a fi ultimul lor album, This Is Where I Came In. Albumul a fost un nou succes, ajungând în Top 10 în Regatul Unit unde a primit Discul de Aur și în Top 20 în Statele Unite. Melodia de titlu a fost un single Top 20 în Regatul Unit. Albumul a oferit fiecărui membru din grup să compună în felul său, precum și să compună melodii împreună. Au interpretat multe melodii de pe This Is Where I Came In, plus multe dintre cele mai mari hituri ale lor, în seria de concerte televizate Live By Request difuzat de A&E Network. Ultimul concert Bee Gees în formă de trio a fost la Love and Hope Ball în 2002.
Maurice, care a fost director muzical al celor de la Bee Gees în ultimii lor ani ca grup, a murit subit pe 12 ianuarie 2003 la vârsta de 53 de ani în urma unui infarct în timp ce aștepta să fie operat de ocluzie intestinală. Inițial, Barry și Robin au anunțat că intenționează să continue numele de Bee Gees în memoria sa dar pe măsura trecerii timpului au luat decizia să retragă numele grupului, lăsându-l pentru a-i reprezenta pe cei trei frați împreună.
În aceeași săptămână în care a murit Maurice a fost lansat albumul solo Magnet al lui Robin. Pe 23 februarie 2003 grupul a primit premiul Grammy Legend Award. Barry și Robin au acceptat premiul împreună cu fiul lui Maurice, Adam, într-o ceremonie emoționantă.
Deși erau planuri să se organizeze un concert memorial cu cei doi frați rămași și invitați, nimic nu s-a materializat. Barry și Robin au continuat să lucreze independent și amândoi au lansat înregistrări cu alți artiști, apărând ocazional împreună la evenimente speciale.
La sfârșitul anului 2004 Robin a pornit într-un turneu solo în Germania, Rusia și Asia. În ianuarie 2005 Barry, Robin și câțiva artiști rock legendari au înregistrat "Grief Never Grows Old", melodia oficială pentru ajutarea victimelor tsunamiului din 2004. Mai târziu în acel an Barry s-a reunit cu Barbra Streisand pentru albumul ei Guilty Pleasures, lansat sub numele de Guilty Too în Regatul Unit ca album sequel pentru Guilty. Robin a continuat să efectueze turnee în Europa. Tot în 2004 Barry a înregistrat melodia sa "I Cannot Give You My Love" împreună cu Cliff Richard, care a fost un hit Top 20 în Regatul Unit.
În februarie 2006 Barry și Robin s-au reunit pe scenă pentru un concert caritabil din Miami în vederea strângerii de fonduri pentru Institutul de Cercetări Diabetice. A fost prima dată când cei doi frați au cântat împreună după moartea lui Maurice. Barry și Robin au cântat și la cea de-a 30-a ediție a concertului caritabil Prince's Trust din Londra de pe 20 mai 2006.

### 2009-2012: Reuniunea și moartea lui Robin
Într-un interviu cu Tim Roxborough, gazda radio de la postul Easy Mix, din 1 septembrie 2009, în ziua în care a împlinit 63 de ani, Barry a comentat despre turnee viitoare spunând că "se vor întoarce" dar, din cauza angajamentelor cu Warner/Rhino, nu putea oferi detalii suplimentare la acea vreme. Pe 7 septembrie 2009 Robin i-a spus lui Jonathan Agnew că a luat legătura cu Barry și că au fost de acord ca Bee Gees să se refacă și să "interpreteze din nou".
Bee Gees au interpretat la emisiunea BBC Strictly Come Dancing pe 31 octombrie 2009 și au apărut la emisiunea Dancing with the Stars de la ABC pe 17 noiembrie 2009. Pe 15 martie 2010 Barry și Robin au inclus grupul suedez ABBA în Rock and Roll Hall of Fame. Pe 26 mai 2010 cei doi au făcut o apariție surpriză în finala celui de-al nouălea sezon American Idol.
Pe 20 noiembrie 2011 s-a anunțat că Robin Gibb, în vârstă de 61 de ani, a fost diagnosticat cu cancer de ficat. În lunile precedente părea tot mai slăbit și a fost nevoit să anuleze câteva apariții din cauza unor dureri abdominale severe.
Pe 13 februarie 2012 Robin s-a alăturat grupului militar britanic The Soldiers pentru concertul caritabil Coming Home de la London Palladium pentru sprijinul soldaților răniți. A fost prima sa apariție publică după cinci luni, dar avea să fie și ultima.
Pe 14 aprilie 2012 s-a anunțat că Robin Gibb s-a îmbolnăvit de pneumonie într-un spital din Chelsea și că se afla în comă. Deși și-a revenit din comă pe 20 aprilie 2012, starea sa de sănătate s-a deteriorat rapid și a murit pe 20 mai 2012. Odată cu moartea lui Robin, Barry Gibb a rămas ultimul frate Gibb în viață, iar formația Bee Gees s-a destrămat definitv.
În septembrie și octombrie 2013 Barry a pornit în primul său turneu solo "în onoarea fraților săi și a unei vieți în muzică".

## Moștenire

Steaua Bee Gees de pe Hollywood Walk of Fame

Brian May, chitaristul formației Queen, a spus: "Bineînțeles că am fost, și sunt în continuare, un mare fan al creațiilor muzicale Bee Gees. Neîndoielnic se aflau la apogeul compoziției din ultimii - 30 de ani, nu-i așa?! Cele mai plăcute amintiri nu sunt din perioada SNF [Saturday Night Fever], care a fost practic renașterea popularității Bee Gees, ci primele lor melodii excepționale. Îmi amintesc cum cântam [aceste melodii] cu prietenul meu Tim Staffell [din Smile] și cu Freddie [Mercury] în vremurile vechi". May a lăudat și melodia "You Win Again" ca fiind una dintre cele mai bune melodii ale anilor 1980.
Michael Jackson, care și el a fost influențat de Bee Gees, a spus: "Plângeam când le ascultam muzica. Știam fiecare notă, fiecare instrument". Paul McCartney își amintește: "După ce Robert Stigwood mi-a pus melodia Mining Disaster i-am spus "Semnează-i, sunt extraordinari". Ringo Starr a spus "Bee Gees din epoca noastră erau destul de importanți, în special pentru armoniile lor".
Barry Gibb a spus odată: "Când ne-am lansat Jimi Hendrix a spus că suntem Beatles la doi ani. El dădea doar o opinie la acea vreme. Oamenilor chiar le place să spună ceva despre alți artiști. Dar suntem buni prieteni cu Jimi acum." Ani mai târziu Barry își amintea: "A fost un bun prieten de-al meu. A venit la cea de-a 21-a aniversare a mea. Era un tip extraordinar de politicos. Nu știam deloc de droguri la acea vreme. Credeam că se comportă puțin ciudat și că spunea un fel de lucruri aiurea, dar eram prea naiv măcar să mă gândesc că ar fi din cauza drogurilor, nu l-am prins niciodată pe Jimi cu droguri. L-am văzut beat de câteva ori deoarece îmi amintesc că mă gândeam că era mereu destul de tăcut până când bea câteva pahare".

### Compoziție
La un moment dat în 1978 frații Gibb erau responsabili de compunerea și/sau interpretarea a nouă dintre melodiile din Billboard Hot 100. Per total, frații Gibb au plasat 13 single-uri în Hot 100 în 1978, 12 dintre acestea ajungând în Top 40. Cel puțin 2.500 de artiști le-au înregistrat melodiile lor. Cea mai populară compoziție a lor este "How Deep Is Your Love", care a fost înregistrată în peste 400 de versiuni. Printre artiștii care le-au interpretat melodiile se numără Michael Bolton, Boyzone, Eric Clapton, Billy Corgan, Destiny's Child, Faith No More, The Flaming Lips, John Frusciante, Al Green, Elton John, Tom Jones, Janis Joplin, Lulu, Pet Shop Boys, Elvis Presley, Nina Simone, Percy Sledge, Status Quo și Take That. Mulți artiști au fost influențați de Bee Gees, printre care Michael Jackson, Pet Shop Boys, George Michael, Billy Joel, Paul Simon, David Bowie, Madonna și Elton John.

## Membri
Barry Gibb interpreta la chitară armonie. La începutul anilor 1970 Robin Gibb interpreta ocazional la vioară și pian după care a interpretat la pian și coarde doar în particular. Maurice Gibb a cântat la chitară bas, chitară armonie, chitară solo, muzicuță, pian, orgă, mellotron, claviaturi și sintetizator. Din 1966 până în 1972 a interpretat la diferite instrumente pentru înregistrări. La sfârșitul anilor 1970 interpreta predominant la chitară bas. După 1986 interpreta de regulă la claviaturi și chitară. Maurice era considerat de frații săi ca având cele mai avansate cunoștințe tehnologice din cadrul formației.
Membri principali
- Barry Gibb - voce, chitară (1958-2012)
- Robin Gibb - voce (1958-1969, 1970-2012, decedat în 2012)
- Maurice Gibb - voce, chitară, chitară bas, claviaturi (1958-2003, decedat în 2003)

Acești muzicieni au fost considerați membri ai formației:
- Colin Petersen - tobe (1967-1969)
- Vince Melouney - chitară solo (1967-1968)
- Geoff Bridgford - tobe (1969-1972)

## Discografie

### Albume de studio
- 1965 - The Bee Gees Sing and Play 14 Barry Gibb Songs
- 1966 - Spicks and Specks
- 1967 - Bee Gees' 1st
- 1968 - Horizontal
- 1968 - Idea
- 1969 - Odessa
- 1970 - Cucumber Castle
- 1970 - 2 Years On
- 1971 - Trafalgar
- 1972 - To Whom It May Concern
- 1973 - Life in a Tin Can
- 1974 - Mr. Natural
- 1975 - Main Course
- 1976 - Children of the World
- 1979 - Spirits Having Flown
- 1981 - Living Eyes
- 1987 - E.S.P.
- 1989 - One
- 1991 - High Civilization
- 1993 - Size Isn't Everything
- 1997 - Still Waters
- 2001 - This Is Where I Came In

### Coloane sonore
- 1971 - Melody
- 1977 - Saturday Night Fever
- 1978 - Sgt. Pepper's Lonely Hearts Club Band
- 1983 - Staying Alive

### Albume live
- 1977 - Here at Last... Bee Gees... Live
- 1998 - One Night Only

### Albume compilații
- 1969 - Best of Bee Gees
- 1970 - Inception/Nostalgia
- 1973 - Best of Bee Gees, Volume 2
- 1976 - Bee Gees Gold
- 1979 - Bee Gees Greatest
- 1990 - The Very Best of Bee Gees
- 2001 - Their Greatest Hits: The Record
- 2004 - Number Ones
- 2005 - Love Songs
- 2009 - The Ultimate Bee Gees
- 2010 - Mythology